# بيكيفكا
بيكيفكا (Биківка) هي بلدة من النمط المدني في محافظة جيتومير في أوكرانيا.
يبلغ عدد سكانها حوالي 1450 نسمة.